# Ernst Hanfstaengl
 (octobre 2011).
Ernst Hanfstaengl, dit « Putzi », né le 2 février 1887 à Munich et mort le 6 novembre 1975 dans la même ville, est un homme de la haute société munichoise, devenu compagnon de route (1922), puis adhérent (1931) et cadre du parti national-socialiste (NSDAP), chargé des relations avec la presse étrangère (1932).
Fasciné au départ par l'éloquence d'Adolf Hitler, il a dans le parti nazi une position particulière, qui se manifeste par des réserves de plus en plus marquées après l'arrivée de Hitler au pouvoir en janvier 1933. Finissant par se sentir en danger, il quitte l'Allemagne en 1937 et se réfugie en Grande-Bretagne. Interné en tant que ressortissant allemand au début de la guerre, il est envoyé au Canada, puis (en 1942) à Washington, afin de conseiller le président Roosevelt dans la guerre contre l'Allemagne. En septembre 1944, il est de nouveau interné et n'est libéré qu'à la fin de 1946.
Son surnom, utilisé couramment dans l'historiographie et la littérature, qui signifie « petit homme », lui a été donné ironiquement, étant donné qu'il mesurait 1 m 93.

## Biographie

### Origines familiales, jeunesse et formation
Sa ville de naissance, Munich, est alors la capitale du royaume de Bavière, un des États (secondaires par rapport au royaume de Prusse) composant l'Empire allemand (1871-1918).
Ernst est le fils d'Edgar Hanfstaengl, photographe de la cour royale et commerçant en reproductions d'œuvres d'art. Sa mère est Katharine Hanfstaengl, née Sedgwick-Heine.
En 1909, Ernst effectue un service militaire d'un an dans la Garde royale à pied de Bavière.
En 1911, il part aux États-Unis où il étudie l’art, la philosophie et l’histoire à l'université Harvard. Il reste aux États-Unis jusqu'en 1921, évitant de participer à la Première Guerre mondiale (1914-1918), dans laquelle deux de ses frères perdent la vie. 
Le 11 février 1920, il épouse Hélène Elise Adelheid Niemeyer, fille unique d'un homme d'affaires de Brême émigré aux États-Unis. 
Après leur retour en Allemagne (juillet 1921), elle lui donne un fils, Egon, dont le parrain est Adolf Hitler, et une fille, Hertha, morte à l'âge de 5 ans.

### Débuts aux côtés de Hitler (1922)
Un an après son retour, il est sollicité par un ami de Harvard pour héberger un moment l'attaché militaire américain Truman-Smith, envoyé à Munich pour suivre l'agitation politique qui sévit en Bavière à cette époque. Au cours de son séjour, Truman-Smith lui demande de l'aider en assistant en tant qu'observateur à une réunion du NSDAP et de lui donner ses impressions. Ernst Hanfstaengl accepte : c'est ainsi qu'il va faire la connaissance d'Adolf Hitler et être enthousiasmé par ses discours. 
Hanfstaengl l'invite chez lui. Hitler accepte et les deux hommes finissent par se lier. C'est ainsi qu'en 1922, Hanfstaengl rejoint l'entourage nazi sans pourtant devenir membre du parti (il ne le deviendra qu'en 1931). C'est probablement pour cette raison qu'il ne reçoit pas de fonction très précise, même si le rôle qu'il joue dans le NSDAP est de première importance : issu d'un de la haute société munichoise, Hanfstaengl parvient à y introduire Hitler et permet ainsi la récolte de fonds pour financer le parti. Il contribue aussi personnellement : au début de 1923, il accorde au NSDAP un prêt sans intérêts de 1 500 dollars, une fortune à cette époque de crise monétaire, pour l'achat de deux presses rotatives. C'est grâce à cette contribution que le journal hebdomadaire du parti, le Völkischer Beobachter, devient un quotidien en août 1923.
Hanfstaengl ne partage cependant pas les vues du rédacteur en chef, le philosophe Alfred Rosenberg, connu pour son anticléricalisme, son racisme et son antisémitisme virulent. Hanfstaengl le juge inculte et dangereux, ainsi que la plupart des proches de Hitler à cette époque, comme Hermann Esser ou Christian Weber. Dans ses mémoires, Hanfstaengl qualifie la nomenklatura nazie de « chauffeureska », marquant ainsi son mépris pour l'origine sociale peu reluisante de l'entourage de Hitler. Il se lie tout de même d'amitié avec Hermann Göring (officier d'aviation pendant la guerre) et Dietrich Eckart, qu'il juge davantage ouvert à la culture.
Hanfstaengl est aussi très apprécié par Hitler à cause de son talent de pianiste. Au cours des années qui mènent le NSDAP au pouvoir, Hitler fait souvent appel à lui, notamment pour interpréter des morceaux de Wagner et de Liszt. Hanfstaengl composera même des marches pour la milice du parti, la SA, ainsi que la musique du film de Franz Wenzler s'inspirant de la vie du SA Horst Wessel intitulé L'Histoire de Hans Westmar (scénario de Hanns Heinz Ewers).
Malgré son admiration pour l'éloquence de Hitler, Hanfstaengl a quelques sérieuses réserves en ce qui concerne ses opinions sur la politique étrangère. Durant toute la période où il est proche de lui, il s'emploie à le convaincre de l'importance d'une alliance avec les États-Unis. Aux yeux de Hanfstaengl, le rôle de l'Amérique dans la Première Guerre mondiale a été déterminant pour l'issue du conflit. Malgré son acharnement américanophile, Hitler a toujours fait la sourde oreille et conservé ses conceptions géopolitiques strictement continentales inspirées par la pensée de Guillaume II et de Carl von Clausewitz.

### Le putsch de la Brasserie (1923)
Le 8 novembre 1923, Hanfstaengl participe au putsch de la Brasserie. Hitler compte sur sa maîtrise de la langue anglaise pour tenir la presse étrangère informée. Le lendemain matin, en se rendant au Völkischer Beobachter, Hanfstaengl est informé de l'échec du putsch, provoqué entre autres par la désertion du triumvirat bavarois (von Kahr, von Lossow et von Seisser) durant la nuit. 
Hanfstaengl décide immédiatement de s'exiler en Autriche. Il ne participe donc pas à la fusillade de la Feldherrnhalle. Aidé par une de ses connaissances, l'amiral Paul von Hintze, Hanfstaengl parvient à Kufstein, en Autriche, dans la nuit du 9 novembre.
Hitler, dont l'épaule s'est déboîtée au cours de la fusillade, se réfugie dans la maison de campagne des Hanfstaengl à Uffing. La femme d'Hanfstaengl, Hélène, s'occupe de le soigner. Hitler, traumatisé par cet échec, entreprend de rédiger son testament politique. Hanfstaengl affirme dans ses mémoires qu'Hélène aurait empêché Hitler de mettre fin à ses jours. 
Ne l'ayant pas fait, Hitler est arrêté le 11 novembre 1923, jugé et condamné à la prison. Il est incarcéré à Landsberg am Lech, séjour qui permet à Rudolf Hess et à Alfred Rosenberg, peu appréciés par Hanfstaengl, d'accroître leur influence sur le Führer, qui profite de son oisiveté forcée pour rédiger son œuvre, Mein Kampf. 
Durant cette période, Hanfstaengl s'implique peu dans le mouvement nazi. Revenu en Allemagne, il reprend ses activités professionnelles[Lesquelles ?] et n'est plus actif dans les activités quotidiennes du parti.

### La montée des nazis vers le pouvoir (1930-1933)

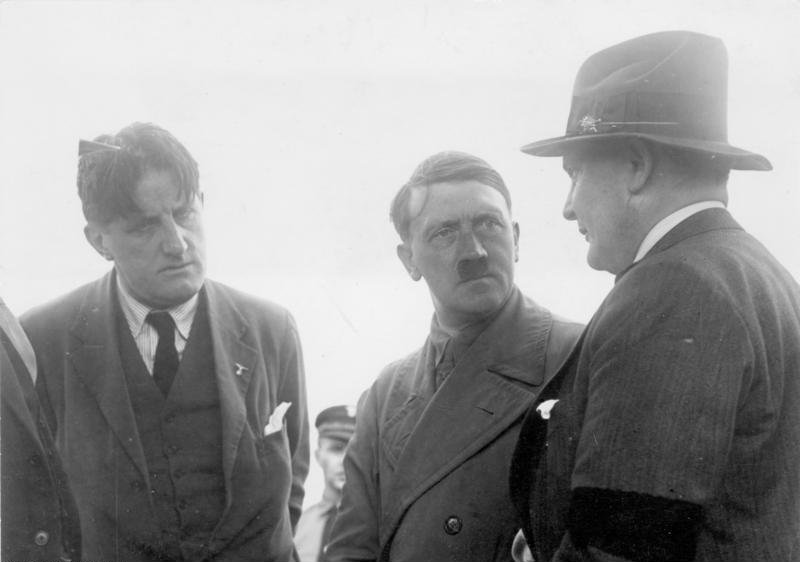
Ernst Hanfstaengl avec Hitler et Göring, en 1932.

La crise économique de 1929 a pour conséquence de la croissance rapide de l'électorat du NSDAP, très faible jusqu'aux élections de 1928 (12 députés, contre 57 pour le Parti communiste).
Hanfstaengl adhère au parti en 1931 et, à la demande de Hitler, accepte en 1932 le poste de chef du département de la presse étrangère. Il bénéficie de bureaux au troisième étage de la Maison brune, à côté du département de Heinrich Himmler. Afin d'amener Hitler à s'intéresser davantage à la politique étrangère, il propose d'organiser une rencontre entre Hitler et Winston Churchill, alors que ce dernier est de passage à Munich. Cette rencontre n'a pas lieu par suite d'un caprice d'Hitler[pas clair]. 
Aux élections de 1932, le NSDAP obtient plus de 40 % des suffrages (mais jamais il n'a eu la majorité absolue dans des élections libres). Des tractations avec les partis de droite et Hindenburg, vieillard monarchiste qui occupe la présidence de la République de Weimar, lui permettent de devenir chancelier le 30 janvier 1933, avec seulement deux ministres nazis, mais tout de même celui de la police. L'incendie du Reichstag (27 février) permet aux nazis de casser le Parti communiste (plusieurs milliers envoyés dans les premiers camps de concentration). Le Reichstag élu en mars 1933 accorde les pleins pouvoirs à Hitler et le 14 juillet, le NSDAP devient le seul parti autorisé en Allemagne.

### L'année 1934: voyages en Italie et aux États-Unis
En février 1934, Hanfstaengl profite d'un voyage visant à obtenir la diffusion en Italie de L'Histoire de Hans Westmar, pour rencontrer Benito Mussolini. Sa véritable ambition, partagée par Konstantin von Neurath, est d'organiser une rencontre entre le Duce et le Führer afin d'améliorer les relations entre leurs deux pays (à ce moment, Mussolini est méprisant et hostile aux nazis). Le Duce souscrit à la proposition et propose d'inviter Hitler au palais Vendramin Calergi à Venise, l'endroit où Wagner est mort. Mais Hitler ne donne pas suite à l'invitation de Mussolini, prétextant un agenda trop chargé à l'intérieur.
En juin 1934, Hanfstaengl effectue un voyage aux États-Unis afin de participer à la vingt-cinquième réunion de sa promotion de Harvard. Mais il va avoir d'autres effets. Tout d'abord, il est accueilli à New York par une manifestation de gens de gauche qui demandent son expulsion immédiate en tant que dignitaire nazi. Il parvient tout de même à se rendre à Harvard et à participer aux festivités. Mais il y est photographié serrant la main à Max Pinansky, ancien étudiant comme lui, dont il ignore qu'il s'agit d'un juif. Cette photographie paraît ensuite dans tous les journaux[réf. nécessaire] des États-Unis, ce dont Hitler est informé, ce qui suscite chez lui une rancœur profonde à l'égard de Hanfstaengl.

### La rupture avec les nazis (1934-1937)
De retour à Berlin, Hanfstaengl critique vivement ce qui s'est déroulé en son absence, la liquidation de centaines de SA au cours de la Nuit des Longs Couteaux, le 29 juin.
Il mène sa propre enquête auprès du général Walter von Reichenau et de Sepp Dietrich afin de savoir ce qui s'est réellement passé, mais sans succès. Ces investigations et des tentatives répétées visant à modérer les convictions politiques du Führer finissent par lui mettre à dos l'ensemble des chefs du parti. 
À la mort de Hindenburg (2 août 1934), Hitler cumule la présidence de la République avec la chancellerie, devenant le Reichsführer, chef du Troisième Reich. 
Hanfstaengl fait usage de son influence pour éviter certaines exécutions, comme celle d'Ernst Reuter, l'ancien maire social-démocrate de Magdebourg, ce qui ne plaît pas à l'aile radicale du parti (Rudolf Hess et Joseph Goebbels). Une profonde inimitié naît entre ce dernier et Hanfstaengl, car Goebbels, ministre de la Propagande, veut se réserver tout ce qui a trait à la presse étrangère.
En février 1937, Hitler et Goebbels décident de jouer un tour à Hanfstaengl afin de lui faire comprendre qu'il doit mettre fin à un comportement inapproprié. Ils le chargent prétendument d'une mission en Espagne, alors en pleine guerre civile, afin d'y coordonner les services de presse allemands. Dans l'avion, le pilote informe Hanfstaengl qu'il a reçu l'ordre de le déposer à l'intérieur des lignes républicaines. En fait, ce n'est qu'une blague, l'avion volant toujours au-dessus de l'Allemagne. Hanfstaengl est néanmoins pris de panique et, après que l'avion a atterri à Leipzig, il quitte le territoire allemand pour se réfugier en Suisse, à Zurich. 
Puis, après avoir réussi à faire sortir son fils Egon d'Allemagne, Hanfstaengl se réfugie en Grande-Bretagne.

### Durant la Seconde Guerre mondiale
Au début de la Seconde Guerre mondiale (3 septembre 1939), il est interné dans différents camps pour ressortissants allemands, puis transféré au Canada. 
Le 30 juin 1942, Hanfstaengl est amené à Bush Hill, une petite ville près de Washington, afin de travailler comme conseiller du président des États-Unis Roosevelt en politique et psychologie pour la guerre contre le Troisième Reich (déclarée seulement en décembre 1941 aux États-Unis). 
Il tente en vain de lui faire comprendre que l'exigence de capitulation sans conditions de l'Allemagne amènera Hitler à se battre jusqu'au bout.[réf. nécessaire]
En septembre 1944, lorsque la victoire alliée paraît assurée, Hanfstaengl est renvoyé dans un camp en Angleterre, sur l'île de Man. 
La guerre finie (mai 1945), il passe encore six mois dans le camp de Recklinghausen (Ruhr) en Allemagne, et est libéré à la fin de 1946.

### Après-guerre
Il publie Hitler: The Missing Years en 1957.
Mort en 1975, il est enterré au cimetière de Bogenhausen, près de Munich.

## Dans la littérature et les arts
- 2003 : Hitler : La Naissance du mal, téléfilm de Christian Duguay, rôle tenu par Liev Schreiber
- 2020 : Putzi, roman de Thomas Snégaroff, Paris, Gallimard, coll. « NRF », 2022  (ISBN 978 2 07 290414 1).
- 2023 : Les démons de Berlin, roman de Fabiano Massimi, Paris, Albin Michel.
- 2024 : Putzi, roman graphique de Louison et T. Snegaroff, d’après son roman éponyme, Paris, Futuropolis

## Sources de l'article
Les informations de cet article proviennent de :
- Ernst Hanfstaengl (trad. Claude Noel), Hitler : les années obscures, Paris, Éditions de Trévise, 1967, 354 p., rééd. 2018, Perrin.
- M. Aycard et P. Vallaud, Encyclopédie du Troisième Reich, Paris, Éditions Perrin, 2008